# Макарије Кијевски
Митрополит Макарије (ум 1. маја 1497) - митрополит кијевски, галички и све Русије (1494-1497).
У Руској православној цркви се поштује као светитељ међу светим мученицима, помен 1. маја (по јулијанском календару).

## Биографија
Митрополит Симеон је поставио Макарија за архимандрита Виленског Тројичког манастира. Током припрема за венчање између великог кнеза Александра Јагелона и Елене Ивановне, московски цар Иван III молио је Макарија да обави обред венчања. Међутим, Александар Јагелон се успротивио овом захтеву.
Архимандрита Макарија је 1495. године, после смрти кијевског митрополита Јоне (Глезног), архијерејски сабор хиротонисао за митрополита. Изборни сабор се није ограничио само на један предизбор, већ је пре благослова и одобрења патријарха одлучио да одмах, хитно, саборним снагама локалне епископије, прво посвети Макарија за епископа и митрополита, а затим пошаље то патријарху на благослов. Локална хроника каже: „Тада су епископи Владимир Васијан, Лука Полоцки, Васијан Туровски и Јона Луцки сабрали и поставили архимандрита Макарија, митрополитом кијевским и све Русије. А старац Дионисије и Герман ђакон-монах послаше се патријарху на благослов“. Убрзо се вратила амбасада са потврдним одговором, али патријархов изасланик ипак није могао а да га не укори због кршења уобичајеног поретка. Разлози журбе, скривени од нас, објашњени су амбасадору, а он их је препознао као убедљиве за оправдање руских епископа. Године 1496. благословио цариградски патријарх Нифонт II.
Митрополит Макарије је уложио много напора да ослаби унутрашње размирице међу свештенством и мирјанима, и старао се о развоју Кијевске митрополије. Својим личним средствима организовао је и украсио многе цркве и манастире. Штитио је и бранио права православних од напада Католичке цркве. Да би то постигао, предузео је мере да убеди литванског великог кнеза Александра да постане православан.
Живео је у главном граду Литваније, пошто је Кијев стално био подложан нападима кримских Татара. Упркос опасности путовања, митрополит Макарије је отишао да реши многа црквена питања и, што је најважније, да започне обнову порушене катедрале Свете Софије.
Макарије је 1. маја 1497. године служио Свету литургију на обали реке Припјат када су Татари напали. Светитељ је позвао присутне да се спасу, али је сам остао у олтару и прихватио мучеништво у селу Скригалову код Мозира. Засечен је до смрти, одсечени су му стопало и глава.
Савременици су дуго оплакивали смрт светитеља. Његово тело је донето у Кијев и положено у цркву Свете Софија.
У Правослнавној цркви је помињан на дан рођења (18. јануар), али је од 1827. године овај датум померен на дан његове смрти.
Године 1897. на обали Припјата, где је Макарије убијен, подигнута је капела у знак сећања на овај трагични догађај.
У Скригалову се налази храм у част светог мученика Макарија Кијевског, поред којег стоји капела у част светог митрополита.